# Bījār Khāleh
Bījār Khāleh (persiska: بیجار خاله) är en ort i Iran.   Den ligger i provinsen Gilan, i den nordvästra delen av landet, 250 km nordväst om huvudstaden Teheran. Antalet invånare är 280.
Terrängen runt Bījār Khāleh är mycket platt. Runt Bījār Khāleh är det tätbefolkat, med 659 invånare per kvadratkilometer. Närmaste större samhälle är Rasht, 10,7 km söder om Bījār Khāleh. Trakten runt Bījār Khāleh består i huvudsak av gräsmarker.